# Amberian Dawn
Amberian Dawn — фінський симфо-павер-метал-гурт з класичним жіночим вокалом, створений у 2006 році.

## Історія
Всі учасники Amberian Dawn мають великий музичний досвід. Туомас Сеппала (клавішні), Хейккі Саарі (ударні), Peter James Goodman (вокал) і Tommi Kuri (баси) грали в гурті «Virtuocity», після розпаду якого вони почали працювати над текстами, складеними Tuomas. Той, своєю чергою, опанував гру на гітарі на тому ж майстерному рівні, що і на клавішних. Потім до них приєдналися Sampo Seppälä (гітара) і Tom Sagar (клавішні), автори іншого музичного проєкту Atheme One. Трохи пізніше Хейккі Саарі покинув гурт, перейшовши у «Norther», його місце зайняв Joonas Pykälä-Aho (Thaurorod, Lathspell).
Саме влітку 2006 року Tuomas і Tommi почали пошуки класичного жіночого вокалу. Після декількох тижнів пошуків вони знайшли те, що шукали — класичне сопрано Хейді Парвіайнен. Після організованого для неї прослуховування було вирішено влаштувати демо сесію. Хейді виявилася чудовою знахідкою — могла не тільки чудово співати, але й вигадувала інтригуючу лірику. Так народився проєкт Amberian Dawn.
Через деякий час Sampo Seppälä (гітара) покинув гурт через особисті причини. На заміну йому знайшовся гітарист Kasperi Heikkinen (Guardians Of Mankind, Merging Flare, Iconofear), який ще більше посилив гурт. Amberian Dawn почали проробляти і аранжувати пісні для Хейді. Перший студійний запис був створений наприкінці 2006 року, було записано дві пісні в Rockstar Productions studio в м. Гювінкяа, Фінляндія (альбом складали пісні River Of Tuoni і Evil Inside Me).

### River of Tuoni(2008)
В 2007 році Amberian Dawn підписали контракт з фінським лейблом KHY Suomen Musiikki і, нарешті, записали свій дебютний альбом ''River of Tuoni'', який вийшов 30 січня 2008 року і потрапив у чарти відразу після релізу у Фінляндії.
Щоб підтримати альбом, гурт був основним прихильником голландського симфо-метал гурту Epica під час їх літньо-осіннього туру Європою і випустила відеокліп на свій перший сингл River of Tuoni в травні 2008 року.

### The Clouds of Northland Thunder(2008—2009)

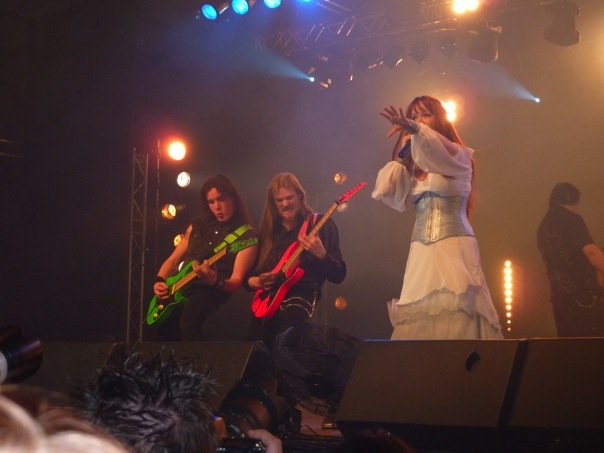
Виступ Amberian Dawn на Metal Female Voices Fest 2009 під час туру на підтримку альбому The Clouds of Northland Thunder

В кінці 2008 року, після закінчення туру на підтримку альбому River of Tuoni, лідер гурту Туомас Сеппала вже закінчив роботу над більшістю пісень для нового альбому, і запис почався майже відразу, але з деякими змінами в складі — приєднався другий гітарист Emil Pohjalainen з Thauroro.
У січні 2009 року гурт випустив свій другий кліп, яким став трек My Only Star з альбому River of Tuoni, що містив кадри, зроблені під час минулого туру 2008 року.
У травні цього ж року Amberian Dawn випустили свій другий студійний альбом The Clouds of Northland Thunder, який містив сингл ''"He Sleeps in a Grove"'', а також представила відеокліп до нього.
Влітку і восени 2009 року вони гастролювали разом з декількома хеві-метал гуртами, серед яких були Kamelot, Epica, Sons of Seasons, Dream Evil, і грали на фестивалях, таких як Metal Female Voices Fest.

### End of Eden(2009—2011)
У листопаді 2009 року Amberian Dawn повернулися до Фінляндії після свого туру разом з Epica та Sons of Seasons. Композитор Туомас Сеппала вже закінчив багато нових пісень для третього альбому. Гурт незабаром оголосив, що Хейді почала писати лірику для альбому, який вийде наприкінці 2010 року.
12 липня 2010 року Amberian Dawn оголосили, що наступний альбом буде мати назву End of Eden, і буде представлений у жовтні.
Вони також повідомили про підписання контракту із фінським лейблом Spinefarm Records..
Про новий альбом стало відомо, що він має стати «більш різноманітним, швидким і темнішим, ніж попередні альбоми» і буде мати «більш поліформне звучання».
23 серпня гурт представив обкладинку і трекліст нового альбому, а також сингл Arctica, що був доступний для вільного скачування на MySpace.
Альбом вийшов 20 жовтня разом з музичним кліпом на сингл Arctica, але водночас вони оголосили про зміни у складі — басист і один із засновників гурту Tommi Kuri, барабанщик Joonas Pykälä-Aho і гітарист Emil Pohjalainen більше не будуть грати у складі гурту, на їх заміну прийдуть Jukka Koskinen (Norther, Wintersun), Хейккі Саарі (Norther, Naildown) та Kimmo Korhonen (Waltari, Helion), відповідно.

### Circus Black(2011—2012)
Четвертий студійний альбом Circus Black часто вважається їхнім найкращим альбомом.
Альбом вийшов наприкінці лютого 2012 року і був у продажу вже на наступний день.
У листопаді 2012 року Amberian Dawn розлучилися з вокалісткою Хейді Парвіайнен. Ось що сказали музиканти з цього приводу: «Закінчився перший розділ історії Amberian Dawn. Гурт і вокалістка Хейді Парвіайнен, що весь час була в Amberian Dawn з дня її заснування, вирішили піти кожен своєю дорогою. Перша глава Amberian Dawn тривала п'ять років, вилилася в чотири студійні альбоми, три тури по Європі та близько 70 концертів в усьому світі. Для всіх це був просто чудовий період, але тепер прийшов час рухатися далі і продовжувати грати в новому складі та з новою вокалісткою, ім'я якої буде оголошено в грудні цього року.»
Також Хейді оголосила через свій Facebook акаунт, що покидає Amberian Dawn і засновує свій власний проєкт під назвою «Dark Sarah»
Крім того, в складі гурту відбулася і інша зміна — місце Kasperi Heikkinen офіційно зайняв Emil Pohjalainen, котрий вже грав у гурті в минулому.
21 грудня 2012 року Amberian Dawn оголосили своєю новою вокалісткою Päivi «Capri» Virkkunen.

### Magic Forest(2013—2014)
У березні 2014 року Amberian Dawn оголосили про підписання контракту з Napalm Records, а також випуск альбому Magic Forrest у червні цього року. Magic Forest став першим оригінальним альбомом гурту за участю нової вокалістки Пайві «Капрі» Вірккунен. На однойменний сингл з альбому вийшов відеокліп.

### Innuendo (2015)
В серпні 2015 року гурт оголосив про вихід наступного альбому під назвою Innuendo, реліз якого заплановано на 23 жовтня 2015 року. У записі брав участь фінський продюсер і звукорежисер Мікко П. Мастонен, відомий своєю співпрацею з Delain, Ensiferum і Sonata Arctica. Міксуванням займався фінський звукорежисер Міко Кармілла на Finnvox Studios в Гельсінкі.

## Склад

### Поточний склад
- Туомас Сеппала — клавішні, вокал (2006…)
- Kimmo Korhonen — гітара (2010…)
- Emil Pohjalainen- гітара (2008—2010, 2012…)
- Joonas Pykälä-aho — ударні (2006—2010, 2012…)
- Päivi Virkkunen (Capri) — вокал (2012…)

### Колишні учасники
- Хейді Парвіайнен — вокал (2006—2012)
- Kasperi Heikkinen — гітара (2007—2012)
- Хейккі Саарі — ударні (2010—2012)
- Tommi Kuri — бас-гітара (2006—2010)
- Tom Sagar — клавішні (2006—2008)
- Sampo Seppälä — гітара (2006—2007)
- Jukka Koskinen — бас-гітара (2010—2013)

## Дискографія

### Студійні альбоми
- River of Tuoni (2008)
- The Clouds of Northland Thunder (2009)
- End of Eden (2010)
- Circus Black (2012)
- Re-Evolution (2013)
- Magic Forrest (2014)
- Innuendo (2015)
- Darkness of Eternity (2017)

### Сингли
- He Sleeps in a Grove (2009)
- Arctica (2010)
- Cold Kiss (2012)
- Kokko — Eagle of Fire (2013)

### Демо
- Amberian Dawn (demo) (2006)

### Музичні кліпи
- River of Tuoni (2008)
- My Only Star (2009)
- He Sleeps in a Grove (2009)
- Arctica (2010)
- Cold Kiss  (2012)
- Kokko — Eagle of Fire (2013)
- Magic Forest (2014)